# Gourcy (département)
Pour les articles homonymes, voir Gourcy.
Cet article concerne le département et la commune urbaine. Pour la ville chef-lieu, voir Gourcy (Gourcy).
Gourcy est une commune urbaine et l'un des 5 départements de la province du Zondoma, situé dans la région du Nord au Burkina Faso. 

## Géographie

### Situation et environnement
Gourcy possède un climat de type soudanien. La saison pluvieuse dure environ quatre mois. Sa position frontalière avec la province du Sourou fait de Gourcy une ville moins ensoleillée et humide.

L'écosystème est une savane africaine.

### Démographie
Le département comptait :
- 117 740 habitants recensés en 2019[2].
- 81 226 habitants recensés en 2006[3],[1].

## Histoire
Au XIVe siècle, alors que les premiers royaumes mossi prospéraient dans la paix, deux frères prétendirent à la succession de leur père, le Naba Nassébiri de Ouagadougou. Koumdoumyé obtint le trône après avoir évincé son frère Yadega. Ce dernier quitta l’Oubritenga et s’installa à Gourcy, entre Yako et Ouahigouya, dans un village samo. De Gourcy, il se lança à la conquête des villages voisins. Ses descendants continuèrent l’extension de ce territoire qui devint le royaume du Yatenga.

## Administration

### Chef-lieu et préfecture
Gourcy, la ville chef-lieu du département et de la commune rurale, est également chef-lieu de la province.

### Villages
Le département et la commune urbaine de Gourcy est administrativement composé d'une ville chef-lieu homonyme (données de populations consolidées en 2012 issues du recensement général de 2006) :
- Gourcy, également chef-lieu de province, divisée en cinq secteurs urbains totalisant 24 616 habitants :

- Secteur 1 (2 913 habitants)
- Secteur 2 (5 282 habitants)
- Secteur 3 (8 300 habitants)
- Secteur 4 (5 268 habitants)
- Secteur 5 (2 853 habitants)

et de quarante villages ruraux (depuis 2012) totalisant 56 610 habitants :
- Baszaïdo (628 habitants)
- Beuguemdré (773 habitants)
- Bogo (412 habitants)
- Bougounam (3 248 habitants)
- Danaoua (2 190 habitants)
- Douré (1 217 habitants)
- Fourma (514 habitants)
- Kanda-Kanda (1 372 habitants)
- Kasséba-Mossi (310 habitants)
- Kasséba-Samo (2 675 habitants)
- Kibilo (2 799 habitants)
- Koénéba (717 habitants)
- Kogola (1 613 habitants)
- Kolkom (1 059 habitants)
- Kontigué (3 005 habitants)
- Kontigué-Silmi-Mossi (1 276 habitants)
- Kouba (1 251 habitants)
- Koudoumbo (1 500 habitants)
- Koundouba (2 482 habitants)
- Lago (3 890 habitants en 2006 avec Yirtaoré, 2 940 habitants estimés en 2012 sans lui[4])
- Léléguéré (765 habitants)
- Loncé (389 habitants)
- Mako (1 781 habitants)
- Minima (1 413 habitants)
- Moundian (2 016 habitants)
- Niessèga (5 786 habitants)
- Pouima (502 habitants)
- Ramba (275 habitants)
- Rassogoma (991 habitants)
- Renguéba (920 habitants)
- Rom (574 habitants)
- Rombagaré (706 habitants)
- Sologomnoré (475 habitants)
- Tangaye (2 626 habitants)
- Tarba (2 228 habitants)
- Tomba (626 habitants)
- Touba (519 habitants)
- Yirtaoré (950 habitants estimés)[4]
- Zankolga (546 habitants)
- Zindiguessé (541 habitants)

### Jumelages et accords de coopération
La commune de Gourcy est très active dans le domaine de la coopération internationale.
- Elle est jumelée depuis 1987 à la commune des Sables-d'Olonne en France.
- Elle collabore depuis 2005 avec la commune d'Oupeye en Belgique. L’objectif de cette coopération est d'apporter une aide à la mairie de Gourcy dans le processus de décentralisation.

## Économie
La population de Gourcy vit de l'agriculture, l'élevage, de l'artisanat et du commerce général. Gourcy possède un marché qui réunit plusieurs villages chaque trois jours. Gourcy est un point stratégique en matière d'échange.

## Transports
Gourcy est relié à Ouahigouya par la Route nationale numéro 02, 47 km. Il est également situé à 130 km de la capitale. Plusieurs moyens de transports terrestres comme les sociétés de transport STAF, TSR, STNF, etc. assurent la circulation des personnes et des biens.

## Culture et patrimoine
Gourcy chef-lieu de la région de province du Zondoma, regorge une potentialité touristique. Nous avons les hauts fourneaux de Kindibo à 8km à l'Est de Gourcy dans la province du Zondoma.Ce site est classé patrimoine mondial de l'UNESCO depuis le 05 juillet 2019. Il y a aussi le parc animalier et le Mausolée Birgui Julien Ouédraogo de Naaba Banogo. Le site d'intronisation des rois du Yatenga est également un lieu sacré.  
Situés au Nord du village, les fourneaux sont construits uniquement en banco et admettent chacun  huit tuyères et une ouverture au sommet. Les ouvertures  et les tuyères des deux premiers fourneaux,  bâti au pied d’une colline sont bouchées par une termitière. Quant au troisième situé plus loin des autres, il subit la pression d’un Balanites aegyptiaca qui lui est trop collé.
Les Kibsi ( une ethnie généralement d'origine malienne) seraient à l’origine de la construction des fourneaux de Kindibo, il y a environ 900 ans. Au départ, on pouvait compter plus d’une vingtaine de fourneaux mais plusieurs facteurs (naturels ou humains) ont eu raison de la majorité. Depuis le départ des Kibsi, ce sont les forgerons qui s’en occupent.